# Krankenhaus Taubenbreite

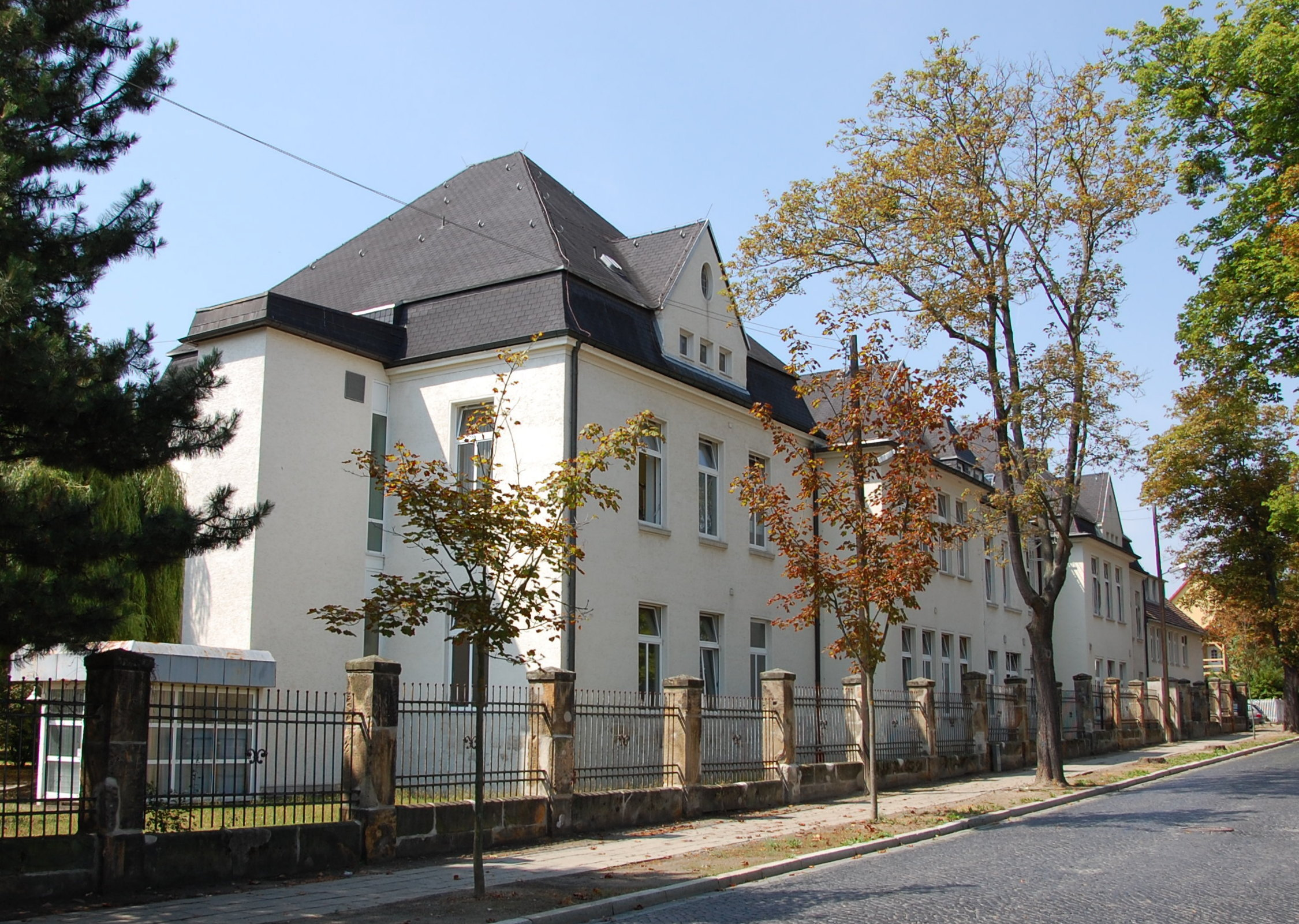
Krankenhaus Taubenbreite, Nordseite

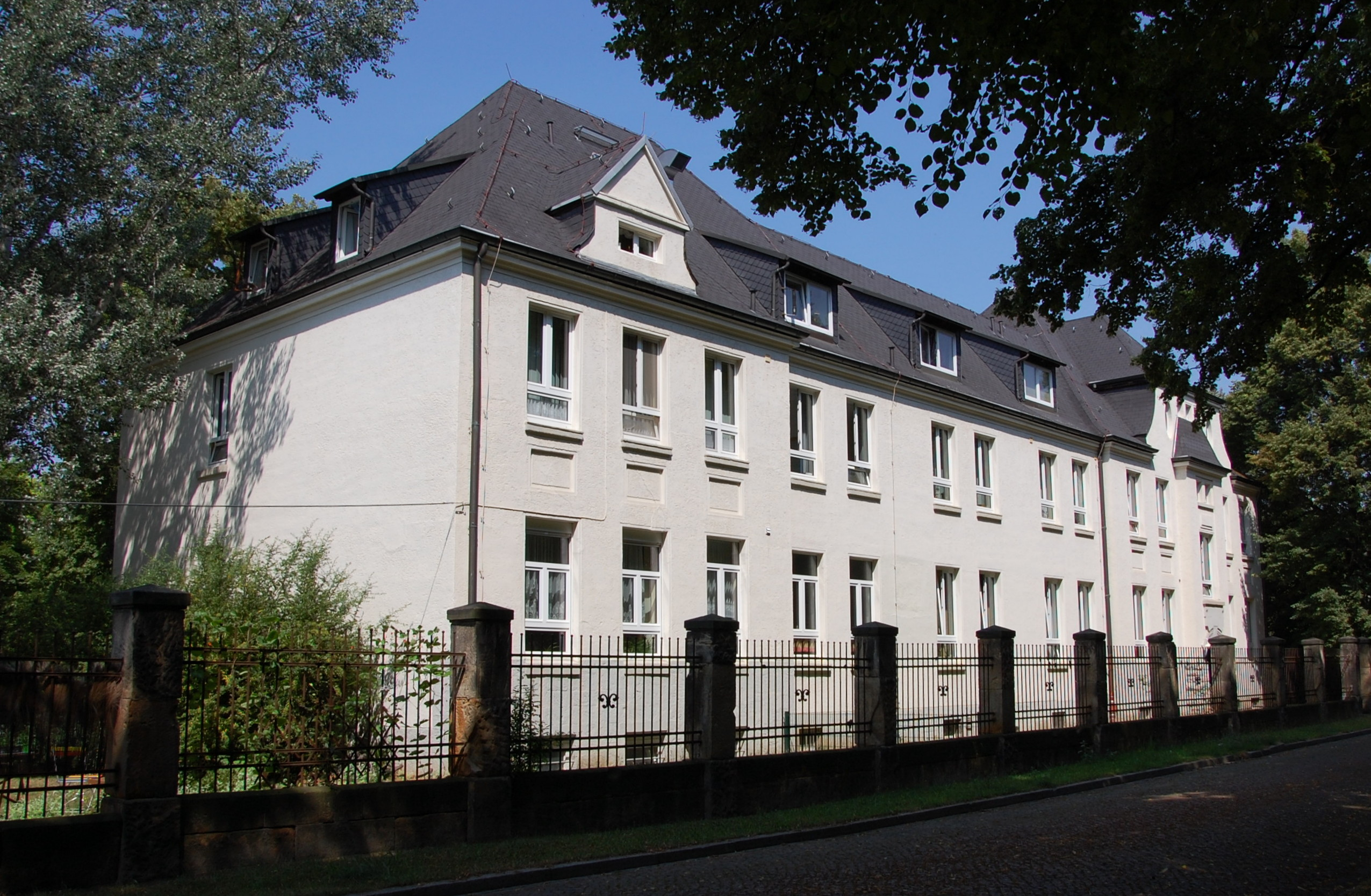
Ostseite entlang der Lazarettstraße

Das Krankenhaus Taubenbreite ist ein denkmalgeschützter Krankenhauskomplex in der Stadt Quedlinburg in Sachsen-Anhalt. Heute dient die Anlage als Pflegezentrum.

## Lage
Der im Quedlinburger Denkmalverzeichnis eingetragene Gebäudekomplex befindet sich westlich der historisch Quedlinburger Altstadt an der Ecke von Lazarettstraße und Taubenbreite.

## Architektur und Geschichte
Das Krankenhaus wurde in der Zeit um 1910, nach anderen Angaben 1903 errichtet und erinnert in seiner Anlage an die Architektur von barocken Schlössern. Das Hauptgebäude befindet sich an der Nordseite des Areals. Östlich sind drei kleine, in ihrer Höhe gestaffelte Gebäude angeordnet.
Das Gelände ist von einer Grundstückseinfriedung umgeben. Am Eingang befindet sich ein Pförtnerhaus. In der Mitte des Geländes ist ein kleiner Park angelegt.
Zunächst diente das Haus als Lazarett der benachbarten Infanterie-Kaserne. 1945 richtete man in der Anlage ein Tuberkulose-Krankenhaus ein. Später erfolgte eine Umnutzung zur Frauenklinik, später zum Pflegezentrum.